# Michal Breznaník
Michal Breznaník (* 16. Dezember 1985 in Revúca) ist ein slowakischer Fußballspieler.

## Vereinskarriere
Michal Breznaník startete seine Fußballkarriere in seiner Heimatstadt beim MFK Revúca, später spielte er beim FC Junior-Radvaň und wechselte zum ŽP Šport Podbrezová. Im Jahr 2007 wechselte er zum großen slowakischen Fußballclub ŠK Slovan Bratislava. In der Saison 2010/11, wurde er von ŠK Slovan Bratislava zum FC Slovan Liberec ausgeliehen. Dort wurde er sofort zu einem Stammspieler und wechselte nach der Saison zum FC Slovan. Hier wurde er in der Saison 2011/12 Tschechischer Fußballmeister. Am 6. Dezember 2012 unterzeichnete er einen Dreijahresvertrag beim russischen Erstligisten Amkar Perm, wechselte aber schon im April 2014 zu Sparta Prag, wo er sich aber nicht durchsetzte und während der Vertragslaufzeit zweimal verliehen wurde – an seinen ehemaligen Verein Slovan Liberec (2015) und an FK Dukla Prag (2016). Nach Ablauf des Vertrages wechselte er 2016 ablösefrei zu FO ŽP ŠPORT Podbrezová in die erste slowakische Liga. Dort spielte er bis zum Frühjahr 2023. Dann wechselte er zu Banik Kalinovo in die dritte slowakische Liga.

## Nationalmannschaftskarriere
Breznaník debütierte am 29. Februar 2012 für sein Heimatland Slowakei im Freundschaftsspiel gegen die Türkei. Er wurde in der 61. Spielminute eingewechselt und trug zum 2:1-Erfolg seines Landes bei. Bis September 2014 bestritt er insgesamt zehn Länderspiele und wurde danach nicht mehr in den Kader der Nationalmannschaft berufen.

## Titelgewinne
ŠK Slovan Bratislava
- Slowakischer Meister: 2008/09
- Slowakischer Pokalsieger: 2009/10

FC Slovan Liberec
- Tschechischer Meister: 2011/12
- Tschechischer Pokalsieger: 2014/15